# Ingeniería de front-end
Front-end engineering (FEE), o Front-end engineering design (FEED), es un enfoque de diseño de ingeniería utilizado para controlar los gastos del proyecto y planificar a fondo un proyecto antes de presentar una oferta de oferta fija. También se lo conoce como planificación previa al proyecto (PPP), carga frontal (FEL), análisis de viabilidad o planificación anticipada del proyecto.

## Visión general
El FEE es ingeniería básica que viene después del diseño conceptual o el estudio de factibilidad. El diseño FEE se enfoca en los requisitos técnicos así como en los costes de inversión aproximados para el proyecto. El FEE se puede dividir en paquetes separados que cubren diferentes porciones del proyecto. El paquete FEE se utiliza como base para ofertar los Contratos de la Fase de Ejecución (EPC, EPCI, etc.) y se utiliza como base de diseño.
Un buen FEE reflejará todos los requisitos específicos del proyecto del cliente y evitará cambios significativos durante la fase de ejecución. Los contratos de FEE suelen tardar alrededor de un año en completarse para proyectos de mayor tamaño. Durante la fase FEE hay una comunicación estrecha entre los propietarios y operadores del proyecto y el contratista de ingeniería para elaborar los requisitos específicos del proyecto.
Front-end engineering se centra en los requisitos técnicos e identifica los costos principales para un proyecto propuesto. Se usa para establecer un precio para la fase de ejecución del proyecto y evaluar los riesgos potenciales. Suele ir seguido de un Diseño detallado (o Ingeniería de detalle). La cantidad de tiempo invertida en Ingeniería de Front-End es más alta que una cotización tradicional, porque las especificaciones del proyecto se extraen completamente y las siguientes se desarrollan típicamente en detalle:
- Organigrama de proyecto
- Alcance de proyecto

- Ingeniería civil, mecánica y química definida
- HAZOP, estudios de seguridad y ergonómicos
- Modelos preliminares 2D y 3D
- Diseño del equipo y plan de instalación
- Desarrollo de paquetes de diseño de ingeniería
- Lista de equipos principales
- Estrategia de automatización

- Diagramas de flujo de proceso
- Línea de tiempo del proyecto
- Cotización de oferta fija

Tradicionalmente, todos estos documentos se desarrollarían en detalle durante una revisión del diseño después de que se haya acordado una cotización. Una compañía que usa FEE desarrollará estos materiales antes de enviar una cotización.
La ingeniería de front-end generalmente es utilizada por firmas de ingeniería de diseño/construcción. Estas empresas pueden operar en diversas industrias, incluidas:
- Automatización
- Procesamiento químico
- Construcción
- EPC
- Diseño de equipamiento
- Fabricación
- Productos farmacéuticos
- Productos petroquímicos
- Diseño de sistema del proceso
- Diseño de línea de la producción
- Refinado
- Visión de máquina

## Metodología FEE
Metodología FEE: FEE es una forma de ver un proyecto antes de completar el diseño detallado. No hay una forma establecida de realizar un estudio de ingeniería de front-end. En general, la FEE requiere que un ingeniero o un grupo de ingenieros considere minuciosa y lógicamente un proyecto propuesto. Ejemplos de consideraciones pueden incluir:
- Grado de automatización: dependiendo de la aplicación que se considere, la automatización puede o no ser adecuada. La determinación de la cantidad de automatización en el proyecto ayudará a determinar el equipo, los costos de mano de obra, el diseño y el diseño.
- Indices y niveles: para alcanzar una determinado índice o nivel de, por ejemplo, producción, puede requerirse una cierta cantidad de equipos, materiales y automatización. La determinación de las tasas clave y los parámetros tendrá un gran efecto en los costos generales del proyecto y la línea de tiempo
- Especificaciones materiales – No todos los materiales funcionan bien juntos o pueden resistir la aplicación física. Una disciplina de ingeniería básica es determinar los materiales de construcción, compatibilidad de materiales, etc.
- Normas y directrices: todas las industrias tienen normas y directrices, y muchas industrias están reguladas. Cualquier equipo, instalaciones de producción, líneas de fabricación, etc. desarrollados para estas industrias deben cumplir con estos estándares y regulaciones y pueden tener un gran impacto en los costos/tiempo para completar el proyecto.
- Suposiciones, exclusiones y problemas potenciales: FEE busca identificar problemas potenciales, suposiciones o exclusiones que podrían afectar el proyecto durante la ejecución. Identificar estos durante la etapa de planificación del front-end para que puedan ser contabilizados es el objetivo de FEE.

Feed también incluye el esquema y las etapas de las Expansiones que se realizarán en el futuro, aunque el cronograma no se especifica específicamente para dichas expansiones. En tales casos, el área de la trama asignada para la expansión en cierta etapa generalmente no se transgrede.
o hay un porcentaje fijo o universalmente aplicable de la inversión total que deba asignarse a cada etapa de la metodología FEL. La distribución de los costos a lo largo de las etapas FEL puede variar significativamente según el tipo de proyecto, la industria, la complejidad y otros factores específicos del proyecto. Una referencia general basada en prácticas comunes: 
FEL 0 - Conceptualización: Los costos asociados con la etapa FEL 0 suelen representar un pequeño porcentaje de la inversión total, ya que se centran en la evaluación inicial y la identificación de la viabilidad del proyecto. Podría variar entre el 1% y el 5% de la inversión total. FEL 1 - Evaluación de Viabilidad: Los costos en esta etapa son mayores que en FEL 0, pero aún representan una fracción relativamente pequeña de la inversión total. Podría oscilar entre el 5% y el 15% de la inversión total. FEL 2 - Diseño Preliminar: A medida que se avanza en las etapas de diseño, los costos suelen aumentar. FEL 2 podría representar entre el 10% y el 20% de la inversión total. FEL 3 - Diseño Detallado: Los costos asociados con el diseño detallado tienden a ser más significativos. Podría oscilar entre el 15% y el 30% de la inversión total. FEL 4 - Ejecución del Proyecto: Esta etapa suele representar la mayor parte de la inversión total, ya que implica la construcción y puesta en marcha del proyecto. Podría representar entre el 50% y el 70% o más de la inversión total.